# 亚诺希内
亚诺希内（烏克蘭語：Янохіне），2024年9月前名为五一村（烏克蘭語：Первомайське），是烏克蘭東部哈爾科夫州伊久姆區巴拉克利亚市镇内的村落。始建於1840年，面積0.93平方公里，海拔高度137米，2001年人口78，人口密度每平方公里84人。
2024年9月19日，乌克兰最高拉达将此村的名字改为“亚诺希内”。